# Priopoda owaniensis
Priopoda owaniensis är en stekelart som först beskrevs av Tohru Uchida 1930.  Priopoda owaniensis ingår i släktet Priopoda och familjen brokparasitsteklar. Inga underarter finns listade i Catalogue of Life.